# Église Saint-Joseph de Clamart
L'église Saint-Joseph est une église située avenue Jean-Jaurès à Clamart, dans les Hauts-de-Seine, en France. Elle dépend du diocèse de Nanterre.

## Historique

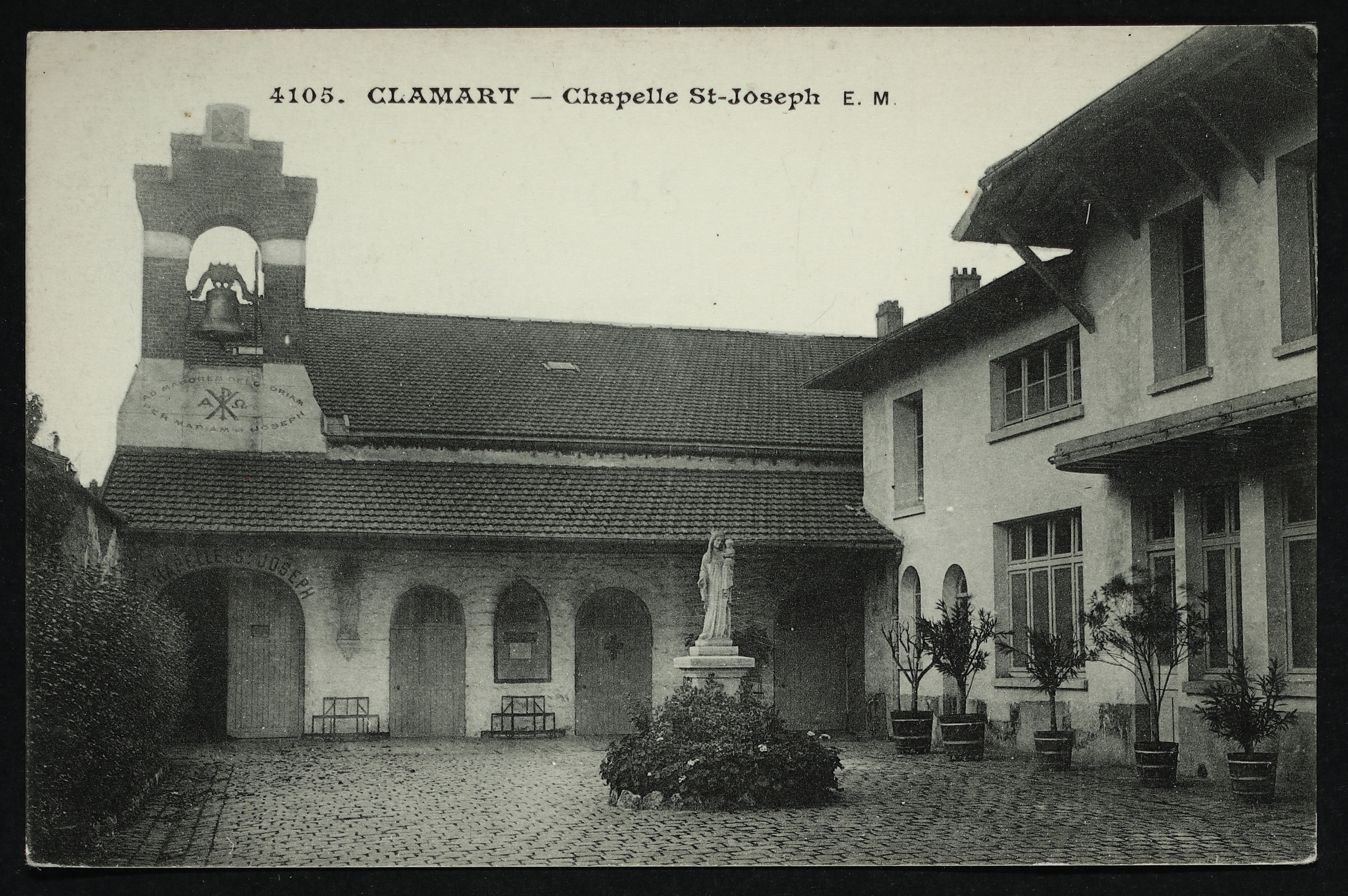
L'ancienne chapelle St-Joseph.

Cette église a été édifiée pour remplacer une chapelle du même nom, établie en 1908 dans les locaux d'une cidrerie. Les travaux sont réalisés par l'entreprise Ermann. Elle est consacrée le 8 décembre 1937 par le cardinal Verdier. Le clocher est achevé en septembre 1939, et béni dans l'année par le cardinal Suhard.

## Architecture

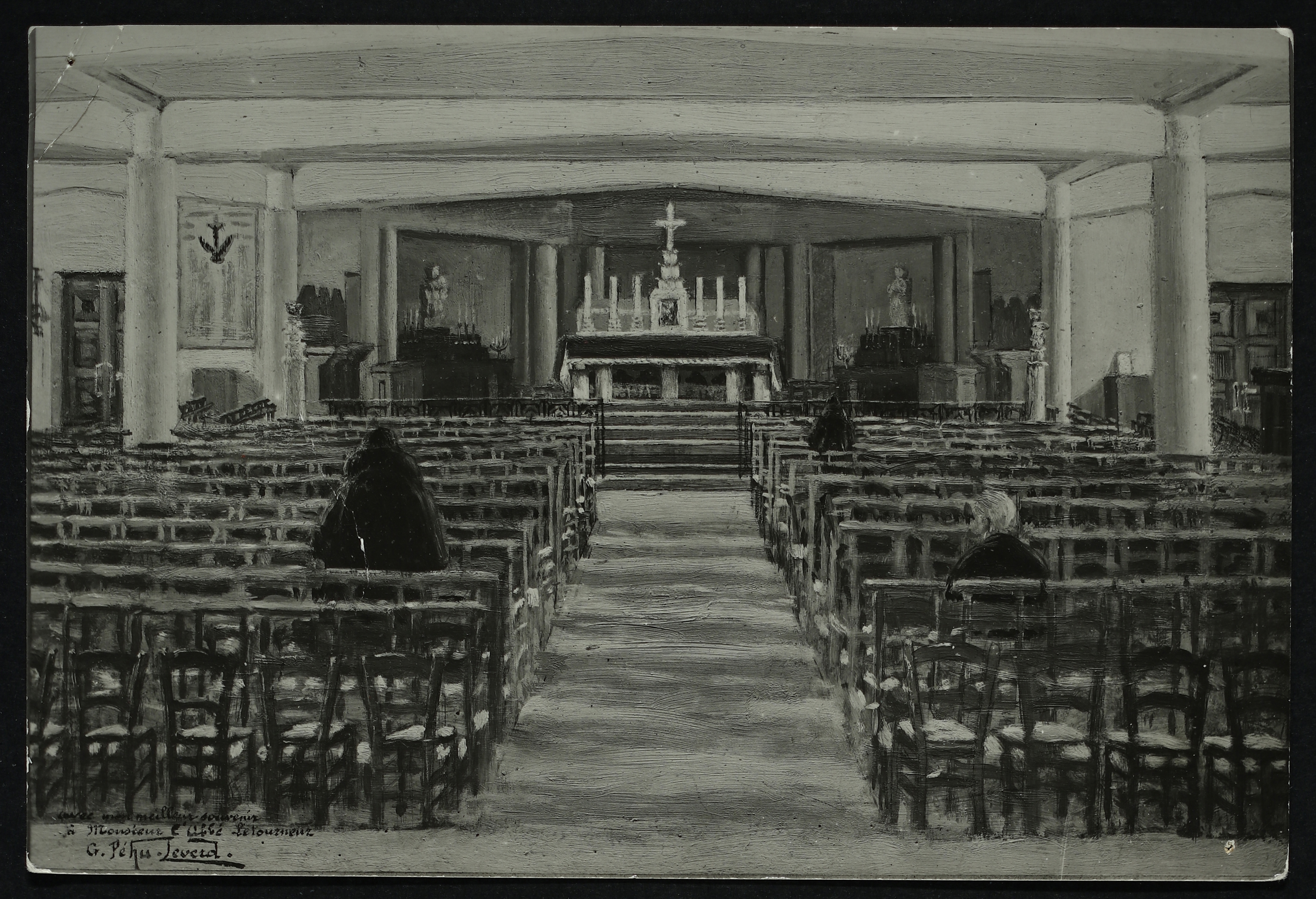
Crypte de Saint-Joseph de Clamart.

C'est un édifice, en forme de croix grecque, entièrement construit en béton et en briques apparentes, de couleur rose. La façade est percée de petites ouvertures vitrées.